# 大和〜YAMATO The Global Harmoney〜
「大和〜YAMATO The Global Harmony〜」（ヤマト ザ・グローバルハーモニー）は2007年5月13日にリリースされた原田真二通算36作目のシングル。

## 楽曲誕生の背景
キャッチコピー：そこには、大きな和があった。
"はかなくも散っていった若者たちの命、その人たちこそ平和を望んでいるに違いない、そして、その舞台となった「大和」を平和のシンボルとしてよみがえらせたい"
- 広島県呉市「大和ミュージーアム」を見学した社会福祉法人「広島岳心会 野呂山学園」の障害者の皆が力を合わせ3ヶ月を費やし作り上げた、当地に展示してある100号サイズの貼り絵の戦艦大和と出会って以降、その思いを強くもった呉市在住の人物が、時を同じく2006年に広島護国神社で行われた原田真二の鎮守の杜コンサートに訪れる。
- 原田はこのコンサートで「他者をまず思いやり尊重する、大きな和（ハーモニー）をもって人に接する、大和民族に元来備わっていた精神性が、世界の平和のために貢献できるはず」と訴えてきた。
- これが縁で原田と接触、賛同を得て、この曲が生まれたという[1]。

## 方向性
- 「大和〜YAMATO The Global Harmony〜」は、呉市「大和ミュージアム」のテーマ曲であるが、同時に近年の原田の平和活動におけるテーマ曲的存在としても位置している。
- 戦艦大和に託した平和への願いと、原田の提唱する、"利己主義をなくし世界に平和のハーモニーを取り戻す（グローバルハーモニー）" という思いがひとつになって、日本国内はもとより世界に発信したい曲として、ニューヨーク・メキシコ等で行われた国連会議やニューヨークでのピースライブ等でも度々披露されている。

## 収録曲
- 全作詞・作曲・編曲：原田真二

1. 大和〜YAMATO The Global Harmony〜　
  - 呉市「大和ミュージーアム」 テーマソング
2. 大和〜YAMATO The Global Harmony〜（英語バージョン）
3. 大和〜YAMATO The Global Harmony〜（Instrumental）
4. 大和〜YAMATO The Global Harmony〜（カラオケ）